# Советское (Кизлярский район)
Советское или Садовое — село в Кизлярском районе Дагестана. Входит в состав сельского поселения «Сельсовет «Кизлярский»».

## Географическое положение
Населённый пункт расположен в 5 км к северу-востоку от города Кизляр.

## История
Образован как поселок 2-го отделения совхоза «Кизлярский», под названием Советский, позже закрепилось название Садовое.
Постановлением НС РД № 1177 от 29.10.2015 г. село Советское переименовано в Садовое, но переименование не было утверждено Правительством РФ.

## Население
| 1970 | 1989 | 2002 | 2010 | 2021 |
| ---- | ---- | ---- | ---- | ---- |
| 396  | ↘345 | ↗403 | ↘394 | ↗538 |

Национальный состав
По данным Всероссийской переписи населения 2010 года:
| № | Национальность | Численность, чел. | Доля   |
| - | -------------- | ----------------- | ------ |
| 1 | русские        | 173               | 43,9 % |
| 2 | аварцы         | 83                | 21,1 % |
| 3 | цахуры         | 52                | 13,2 % |
| 4 | даргинцы       | 28                | 7,1 %  |
| 5 | лакцы          | 14                | 3,6 %  |
| 6 | другие         | 44                | 11,1 % |

По данным Всероссийской переписи населения 2010 года, в селе проживало 394 человека (187 мужчин и 207 женщин).